# Claremont (New Hampshire)
Claremont – miasto w Stanach Zjednoczonych w stanie New Hampshire w hrabstwie Sullivan.

## Religia
- Parafia św. Józefa